# Planá (Boemia meridionale)
Planá è un comune della Repubblica Ceca facente parte del distretto di České Budějovice, in Boemia Meridionale.